# 九龍倉置業

九龍倉置業地產投資有限公司，簡稱九龍倉置業地產投資、九龍倉置業地產和九龍倉置業（英語：Wharf Real Estate Investment Company Limited，港交所：1997）根據資料，現時會德豐有限公司持有該公司67.3%股權。而主要業務持有香港投資物業，包括海港企業約72%權益，以及海港城、時代廣場、荷里活廣場、卡佛大廈、會德豐大廈及已完成建設酒店項目The Murray（前身美利大廈）共6項香港投資物業，涉及樓面面積1100萬方呎，總值逾2300億港元，每年營業額超過130億港元。
2017年8月9日，當時主要股東九龍倉集團有限公司，將以介紹形式分拆旗下持有海港城、時代廣場、荷里活廣場、卡佛大廈、會德豐大廈及美利大廈，以及海港企業72%股權的九龍倉置業地產投資有限公司在香港交易所主板上市及買賣，該組合共有約1,100萬平方呎樓面面積，總值超過2,300億元，每年營業額逾130億元，分拆後，九倉將集中於中國內地投資物業及發展物業、其他香港物業，以及物流和酒店管理。
2017年9月4日，九龍倉集團已向香港交易所提交上市申請表，並計劃以「1派1」比例，向九倉股東實物分派新公司「九龍倉置業」的股份。分拆完成後，九倉將再不持有九倉置業任何股份，而會德豐將分別持有九倉及九倉置業各62%股權，即九倉及九倉置業將成為姊妹公司。上述分派仍須待上市委員會授出批准。。由於只屬介紹形式上市，因此不會進行公開發售，最終的上市日期是在2017年11月23日。
2019年12月18日九龍倉置業以64.16億港元向會德豐購入一間投資控股公司Star Attraction Limited，該公司主要資產包括新加坡烏節路購物帶中心投資物業Scotts Square和偉樂坊。

## 外部連結
- wharfreic.com （页面存档备份，存于）